# Всесоюзное управление по охране авторских прав
Всесоюзное управление по охране авторских прав (ВУОАП) занималось вопросами авторских прав в Советском Союзе «при издании, публичном исполнении, механической записи и всяком ином виде использования литературных, драматических и музыкальных произведений…».

## История
В связи с постановлением ЦИК и СНК СССР от 16 мая 1928 «О введении в действие основ авторского права в новой редакции» в 1933 при Оргкомитете ССП было создано Управление по охране авторских прав, имевшее юрисдикцию в пределах РСФСР. В 1933-34 состояло в ведении автономной секции драматургов, затем — Правления Союза советских писателей. В 1938 преобразовано во Всесоюзное управление по охране авторских прав ССП. В 1940—1949 состояло в ведении Комитета по делам искусств при СНК СССР, в 1949 передано обратно СП СССР. В 1973 в связи с присоединением СССР к Всемирной конвенции об авторском праве преобразовано во Всесоюзное агентство по авторским правам.

## Функции
В круг деятельности ВУОАП входило:
- взимание через своих уполномоченных на местах авторского гонорара за публичное исполнение всех видов драматических, музыкальных и других произведений
- выдача взимаемых сумм писателям и композиторам (согласно закону об авторском праве)
- оказание авторам юридической помощи в вопросах авторского права

При ВУОАП существовал отдел распространения, занимавшийся изданием драматических произведений советских авторов стеклографическим способом (тиражом в несколько сот экземпляров).